# Mykołajiwka (hromada wiejska Mykołajiwka)
Mykołajiwka (ukr. Миколаївка) – wieś na Ukrainie, w obwodzie sumskim, w rejonie sumskim, siedziba hromady. W 2001 liczyła 957 mieszkańców, spośród których 922 wskazało jako ojczysty język ukraiński, a 35 rosyjski.